# Pardus
Pardusとは、トルコ政府からの支援を受けて開発されているLinuxディストリビューションである。Pardusはトルコ政府機関での利用などのオフィス関連作業に主な焦点を合わせているにもかかわらず、複数の言語で出荷されている。Pardusは使い易く無料で利用できるため、世界中で多くのコミュニティを生み出している。

## 開発
Pardusはトルコ科学技術研究会議 (TÜBİTAK) の一部門であるトルコ国立電子工学・暗号学研究所 (UEKAE) によって開始された。
Pardusの最初のLive CDバージョンはGentoo Linuxのフォークであったが、現在のバージョンはDebianのフォークである。

## リリース履歴
| バージョン  | 日付       | 注記 |
| ----------- | ---------- | --- |
| Live CD 1.0 | 2005-02-04 | Linuxカーネル 2.6.10を搭載したGentoo Linuxのフォークで、Live CD版のみ |
| Live CD 1.1 | 2005-05-05 | マイナーアップデート |
| 1.0         | 2005-12-26 | 初めてハードドライブインストールが可能となったリリース。K Desktop Environment 3.5.0とLinuxカーネル 2.6.14.4、PİSİパッケージ管理システムを搭載 |
| 2007        | 2006-12-18 | K Desktop Environment 3.5.5とLinuxカーネル 2.6.18.5を搭載 |
| 2007.1      | 2007-03-16 | K Desktop Environment 3.5.6とLinuxカーネル 2.6.18.8を搭載 |
| 2007.2      | 2007-07-12 | K Desktop Environment 3.5.7とLinuxカーネル 2.6.18.8を搭載 |
| 2007.3      | 2007-11-19 | Linuxカーネル 2.6.18.8、OpenOffice.org、インターネットツール（ブラウザ、メーラー、メッセンジャーなど）、マルチメディアグラフィックツール（ビデオプレイヤー、ミュージックプレイヤーなど）、ゲーム、その他多くのアプリケーションを搭載。COMAR（Configuration Manager for Pardus）は自社開発の構成マネージャー。TasmaはカスタムKデスクトップ環境のシステム構成 |
| 2008        | 2008-06-27 | K Desktop Environment 3.5.9とLinuxカーネル 2.6.10を搭載 |
| 2008.1      | 2008-09-15 | Linuxカーネル 2.6.25.16を搭載。K Desktop Environmentを3.5.10にアップデート、さらに以下の重要なインフラコンポーネントもアップデート：Python 2.5, Java 6, Mozilla Firefox 3.0.1, OpenOffice.org 2.4.1 |
| 2008.2      | 2009-01-31 | K Desktop Environment 3.5.10とLinuxカーネル 2.6.25.9を搭載 |
| 2009        | 2009-07-18 | Linuxカーネル 2.6.25.9を搭載。このバージョンからKDE Plasmaデスクトップ環境を使用。OpenOffice 3.1、Python 2.6.2、Mozilla Firefox 3.5、Gimp 2.6.6、さらにKontact、Kopete、Kaffeine、K3b、Amarokなどのアプリケーションを搭載 |
| 2009.1      | 2010-01-16 | KDE Plasma Desktop 4.3.4とLinuxカーネル 2.6.31.11を搭載 |
| 2009.2      | 2010-06-04 | KDE Plasma Desktop 4.4.4とLinuxカーネル 2.6.31.13を搭載 |
| 2011        | 2011-01-21 | Linuxカーネル 2.6.37を搭載。このバージョンの発表当時で最新のKDE SC 4.5.5を搭載。ベースパッケージには多数のバックポートと修正が含まれ、デスクトップ体験の安定性を大幅に向上。さらにClementine、K3b、Kontact、Kopeteも搭載。デフォルトブラウザとしてFirefox 4.0を搭載。                                                                                       |
| 2011.1      | 2011-07-12 | Linuxカーネル 2.6.37.6、KDE Plasma Desktop 4.6.5、LibreOffice 3.4.1.3、Mozilla Firefox Web Browser 5.0、Xorg 1.9.5、Gimp 2.6.11、Python 2.7.1、GCC 4.5.3、Glibc 2.12を搭載。多数バグを修正。64ビットのSkypeとWineパッケージが2011安定版リポジトリに。YALIにシステムレスキューモード。2009-2011ディストリビューションのアップグレードインターフェースを発表  |
| 2011.2      | 2011-09-19 | LibreOffice 3.4.3を搭載。PiSiパッケージ管理システムを利用した最後のリリース |
| 2013        | 2013-03-27 | Debianリポジトリをベースにした最初のリリース。国立学術ネットワーク・情報センターはPardusがDebianに移行し、今後はDebianベースのディストリビューションとなることを発表 |
| 17.0        | 2017-07-06 | |
| 17.1        | 2017-11-04 | Xfce、DDE (Deepin Desktop Environment)、Serverとの3つに分割されたISOイメージを提供するように。 |
| 17.2        | 2018-03-03 | LibreOfficeを6.0.1バージョンにアップデート。メニューのナビゲーション矩形がカーソルに追従しない問題の修正。。アプリのアップデート。アプリのトルコ語の誤りの修正。パッケージのアップデートとセキュリティパッチなど |
| 19.0        | 2019-08-03 | Linux Kernel 4.19.0、LibreOffice 6.1.5、Firefox ESR 60.8、VLC 3.0.7を搭載。デフォルトデスクトップ環境をXfce 4.12に。TLPはバッテリーの持ちが良くなるように設定 |

## PiSiパッケージ管理システム
PiSi（[ˈpiːsiː]; Packages Installed Successfully as Intended; トルコ語で「子猫」を意味する言葉でもあり、ヒョウの種名であるpardusに由来する本ディストリビューション名の駄洒落を意図している）はPardus用に開発されたパッケージ管理システムである。PiSiはPardusの初期バージョンでは使用されていたが、プロジェクトがDebianベースに移行するとAPTが選ばれたため放棄された。2011年9月19日にリリースされたPardus 2011.2は、PiSiを使用した最後のPardusリリースとなった。
PiSiは様々なパッケージ、ライブラリ、COMARタスクの依存関係を保存して処理する。PiSiの機能には以下のようなものがあった：
- LZMA圧縮アルゴリズムの採用
- Python製
- パッケージソースはXMLとPythonによって記述
- Berkeley DBで実装されたデータベースアクセス
- 低レベルなパッケージ操作（依存関係の解決）と高レベルなそれとを統合
- アプリケーションやツールを構築するためのフレームワークアプローチ

PiSiパッケージ管理機能を搭載した旧式Pardusのコミュニティフォークが存在し、それはPiSi Linuxと呼ばれている。PiSi Linuxの最新の安定版は1.2、最新の開発版は2.0 Beta 2となっている。
ローリングリリースのLinuxディストリビューションであるSolusのパッケージ管理システムであるeopkgは、PiSiをベースにして派生している。

## YALI
YALI (Yet Another Linux Installer) はユーザーが最初に遭遇するPardusソフトウェアである。基本的にはハードウェアを認識して、インストールメディア（CDなど）からPardusソフトウェアをユーザーが選択したハードディスクパーティションへとインストールする。YALIはディスクに見つかったNTFSパーティションのリサイズを処理することができる。yalıとは、ボスポラス海峡地域で一般的な水辺の邸宅のことである。
このプロジェクトはDebianベースへの移行から停止され、使用されていない。

## KAPTAN
KAPTANは最初の起動時に起動するデスクトップグリーターである。デスクトップのテーマ、マウス、キーボード、言語の設定、日付と時刻、KDEメニュー、壁紙、パッケージマネージャの設定、smolt、デスクトップの数を変更することができる。kaptanとはトルコ語で「隊長」を意味する言葉である。
このプロジェクトはDebianベースへの移行から停止され、使用されていない。

## 反響
DistroWatchの作成者であるLadislav Bodnarは、2006年のLinux/*nix総括において、Pardusは「ユニークなパッケージ管理のアイデア、革新的な起動シーケンス、一般的なデスクトップの洗練」により、その年で最も感銘を受けたディストロの一つであると記した。
Linux User & Developerの著者であるDmitri Popovは、Pardus 2011 Betaレビューの表題を、「今年最もエキサイティングなディストロ」にした。

## 社会的なイベントや参加
- PardusはGoogle Summer of Code 2008と2009に参加した[要出典]。
- Pardusは2006年、2008年、2009年、2010年、2011年のCeBITユーラシアに参加した[要出典]

## 派生
DebianベースのPardus Community Editionが2013年4月12日にリリースされた。
Pisi LinuxとPardus-Ankaプロジェクトは、PİSベースのPardusからフォークされた。その有志達は、PİSİやその他のPardus独自機能を独自で継続することを目指している。
Pisi Linuxは2つの新バージョンをリリースした。これらのバージョンは、Pardus 2011.2の64ビット版をそのまま引き継いだもので、PisiやKaptanなどの更新版が含まれている。

## 利用
- トルコ軍（一部）[52]
- トルコ外務省（英語版）（一部）[52]
- トルコ防衛省（英語版）[53]
- 警察総局（一部）[52]
- 社会保障機関 (トルコ)（英語版）（移行中）[52][54]